# Tabula patronatus

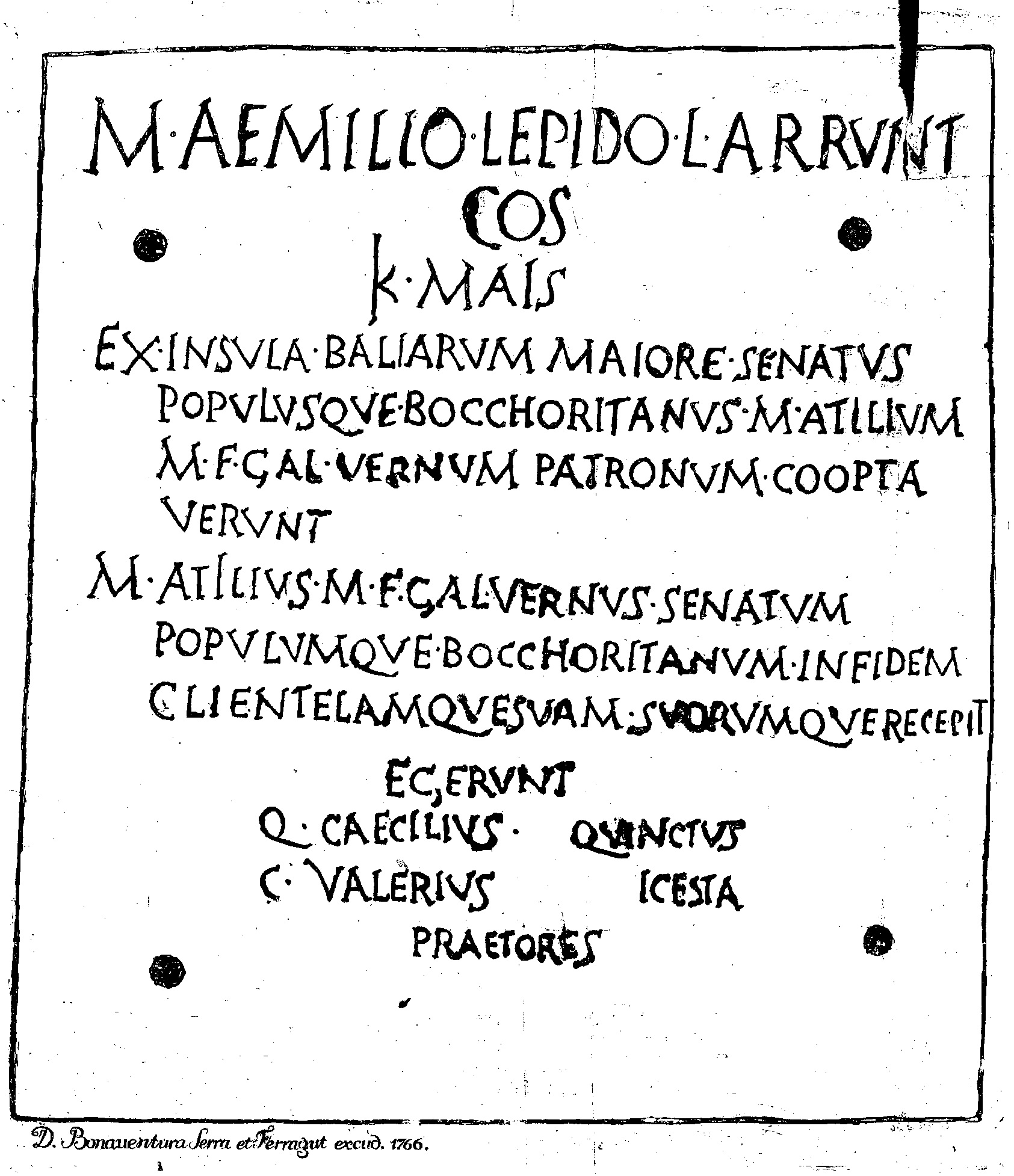
Una tabula patronatus de Bócor (6 dC)

Les tabulae patronatus eren taules, especialment elaborades en bronze i destinades a exhibir-se en públic, en les quals s'establia un tractat de patronat segons el dret romà. Així, una població autòctona se sotmetia a la tutoria d'un càrrec polític resident a Roma, en un ambivalent tractat de lleialtat i protecció. Després de la defunció d'un patró, es podia renovar l'acord amb un altre agent per una altra tabula. Se'n coneixen cinc a la península Ibèrica: les dues tabulae patronatus de Bóquer (10 aC/6 dC), una a Sasamón (239 dC), una amb frontó a Cañete de les Torres (247 dC) i una altra a Còrdova (349 dC). Una inscripció trobada a Roma de l'any 222 de fa referència al patronat de Clunia. La Tabula Lougeiorum és també és una tabula patronatus però és d'autenticitat dubtosa.